# Hausmanit
Hausmanit – minerał z gromady tlenków. Należy do grupy minerałów bardzo rzadkich.
 Nazwa pochodzi od nazwiska niemieckiego mineraloga Johanna Friedricha Ludwiga Hausmanna (1782–1859), który rozpoznał ten minerał.

## Charakterystyka

### Właściwości
Zazwyczaj tworzy kryształy piramidalne (zbliżone do ośmiościanu) Bardzo często tworzy zbliźniaczenia, często wielokrotne (charakterystyczne są pięciokrotne zrosty bliźniacze). Występuje w skupieniach ziarnistych lub zbitych. Znane są pseudomorfozy po braunicie Jest kruchy, nieprzezroczysty, rozpuszcza się w kwasie solnym.

### Występowanie
Jest minerałem utworów hydrotermalnych wysokich temperatur. Występuje w skałach metamorficznych stref kontaktowo-metasomatycznych (skarny). 
Najczęściej współwystępuje z takimi minerałami jak: baryt, hematyt, braunit, magnetyt, dolomit, kalcyt, psylomelan. 
Miejsca występowania:
- Na świecie: Rosja, RPA, Szwecja, Niemcy, Bułgaria, Brazylia.

- W Polsce: został znaleziony na Dolnym Śląsku w okolicach Jawora.

### Zastosowanie
- wykorzystywany jako ruda manganu (72% Mn),
- ma znaczenie naukowe (wskaźnik warunków przeobrażenia skał),
- ma znaczenie kolekcjonerskie,
- z hausmanitu metodą aluminotermiczną otrzymuje się czysty mangan.

Równanie:
3 Mn3O4 + 8 Al → 4 Al2O3 + 9 Mn